# 巴里洛切縣

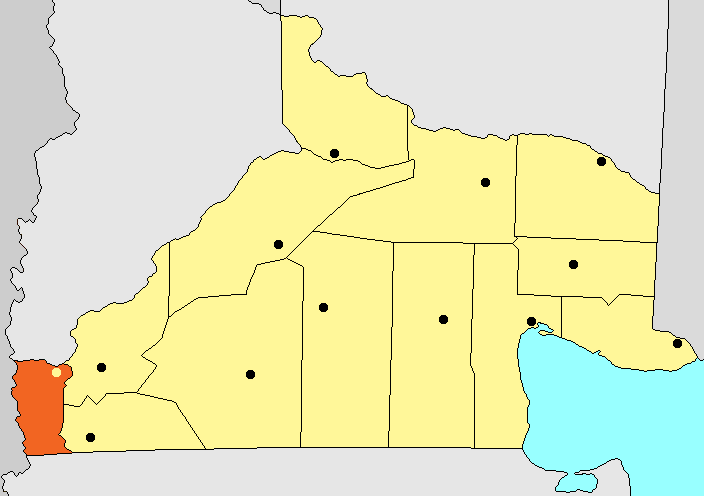

41°7′55″S 71°18′37″W / 41.13194°S 71.31028°W
巴里洛切縣（西班牙語：Departamento Bariloche），是阿根廷的縣份，位於該國中部內格羅河省，首府設於聖卡洛斯-德巴里洛切，面積5,415平方公里，2010年人口133,500，人口密度每平方公里24.65人。